# Valac

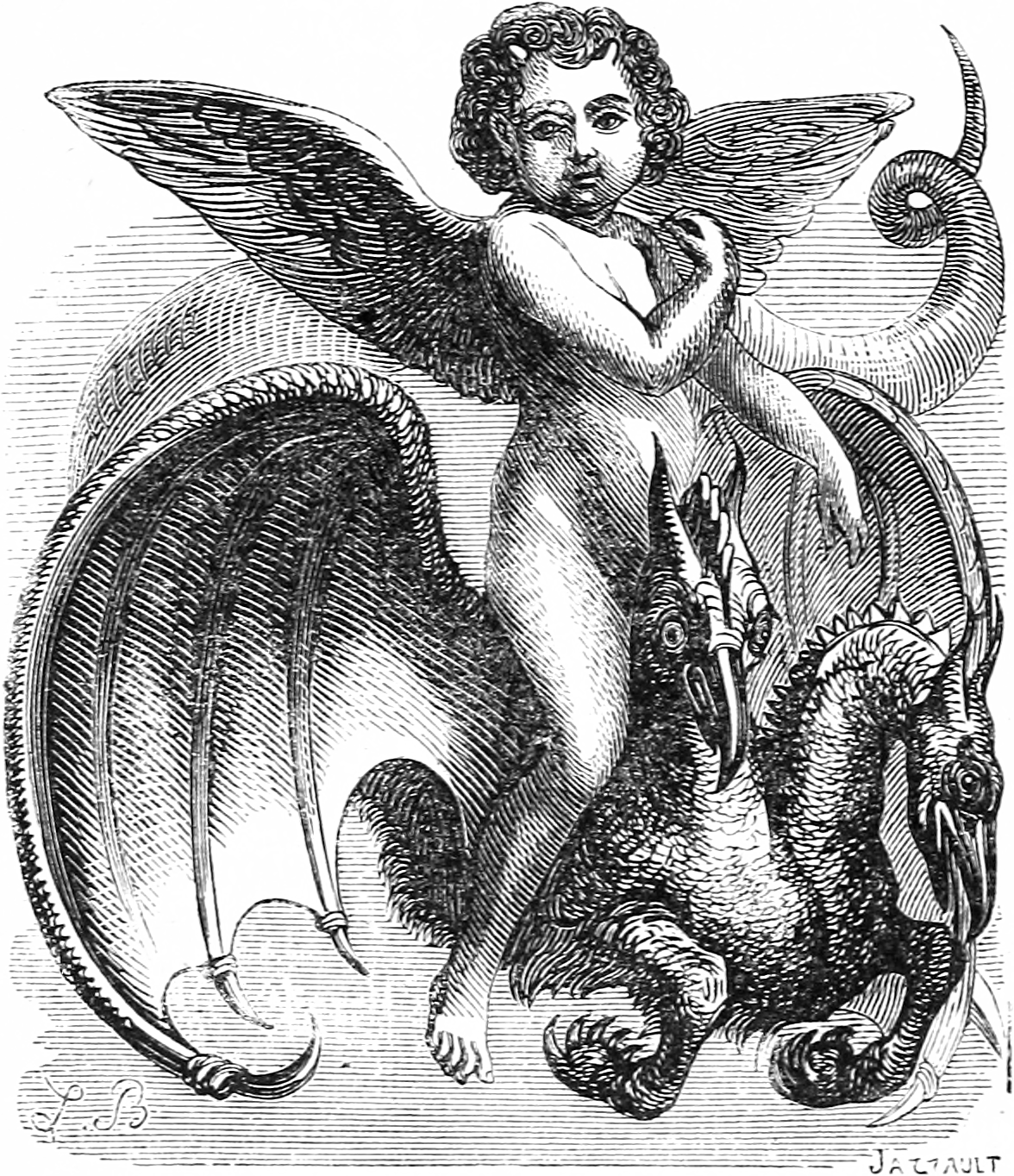
Valak đang đội lốt một cậu bé thiên thần.

Valac là một con quỷ mô tả trong các sách grimoire như Lesser Key of Solomon (còn có tên Bs gọi là ‘ba lạc  hoặc 'ubaka hay Valu), Pseudomonarchiaparase (với tên Volac), Liber Officium Spirituum (với tên Coolor hoặc Doolas), với tư cách là một thiên thần sa ngã, bị chúa từ chối và tước đi sức mạnh với ngoại hình là cậu bé có đôi cánh thiên thần dũng mãnh cưỡi một con rồng hai đầu, được cho là nhờ sức mạnh của việc tìm kiếm kho báu.

## Các tên khác
- Ualac
- Vealac
- Valak
- Valax
- Valu
- Valic
- Valaak
- Volac

## Trong văn hóa đại chúng
- Bộ phim kinh dị năm 2016 Ám ảnh kinh hoàng 2 có Valak là nhân vật phản diện chính, lấy hình dạng một nữ tu quỷ. Nhân vật, tuy nhiên không giống với thần thoại bên cạnh tên và danh hiệu "Hầu tước rắn". Nữ tu sau này sẽ có một vai khách mời trong bộ phim năm 2017 Annabelle: Tạo vật quỷ dữ và nhận bộ phim của riêng mình, Ác quỷ ma sơ (2 phần, đóng bởi nữ diễn viên Bonnie Aarons), phát hành vào năm 2018 & 2023.
- Tên cũng đã được đề cập trong một tập phim của mùa một trong những Shadowhunters: The Mortal Instruments.
- Nó cũng được đề cập trong bộ phim "Ma cà rồng" năm 1998, với sự tham gia của James Woods và Daniel Baldwin.
- Volac, một biến thể của chính tả, xuất hiện trong loạt truyện tranh Chilling Adventures of Sabrina. Trong số 7, một Edward Spellman trẻ, cha đẻ của Sabrina Spellman, triệu tập con quỷ theo yêu cầu của Alphonse Louis Constant.